# Dvorac Razvor
Dvorac Razvor je višeslojni objekt u mjestu Razvor, općini Kumrovec, zaštićeno kulturno dobro.

## Opis dobra
Dvorac Razvor, smješten je na kosini brijega u naselju Razvor, uz cestu prema Zagorskim Selima. Jednokrilna nevelika katnica jasnog tlocrta predstavlja značajan primjer u nizu baroknih dvoraca Hrvatskog zagorja. Glavno pročelje bogato je profilacijama dok je unutrašnjost dvorca ukrašena štuko-dekoracijama, oslicima geometrijskih motiva i iluzionističkim slikanim prizorima, što se može pripisati štajerskim majstorima. Neposredno uz dvorac nalazi se katnica gospodarske-stambene namjene. Dvorac u kojem je rođena i operna pjevačica Sidonija Rubido-Erdödy, pripadao je obiteljima Erdödy, Ožegović i Daubachy.

## Zaštita
Pod oznakom Z-2305 zavedena je kao nepokretno kulturno dobro - pojedinačno, pravna statusa zaštićena kulturnog dobra, klasificirano kao "profana graditeljska baština".